# Shīr-e Tar
Shīr-e Tar (persiska: شیر تر) är en ort i Iran.   Den ligger i provinsen Gilan, i den nordvästra delen av landet, 260 km nordväst om huvudstaden Teheran. Shīr-e Tar ligger 47 meter över havet och antalet invånare är 178.
Terrängen runt Shīr-e Tar är platt åt nordost, men åt sydväst är den kuperad. Runt Shīr-e Tar är det ganska tätbefolkat, med 111 invånare per kvadratkilometer. Närmaste större samhälle är Fūman, 4,4 km sydost om Shīr-e Tar. Trakten runt Shīr-e Tar består till största delen av jordbruksmark.